# Barclay-de-Tolly-Denkmal

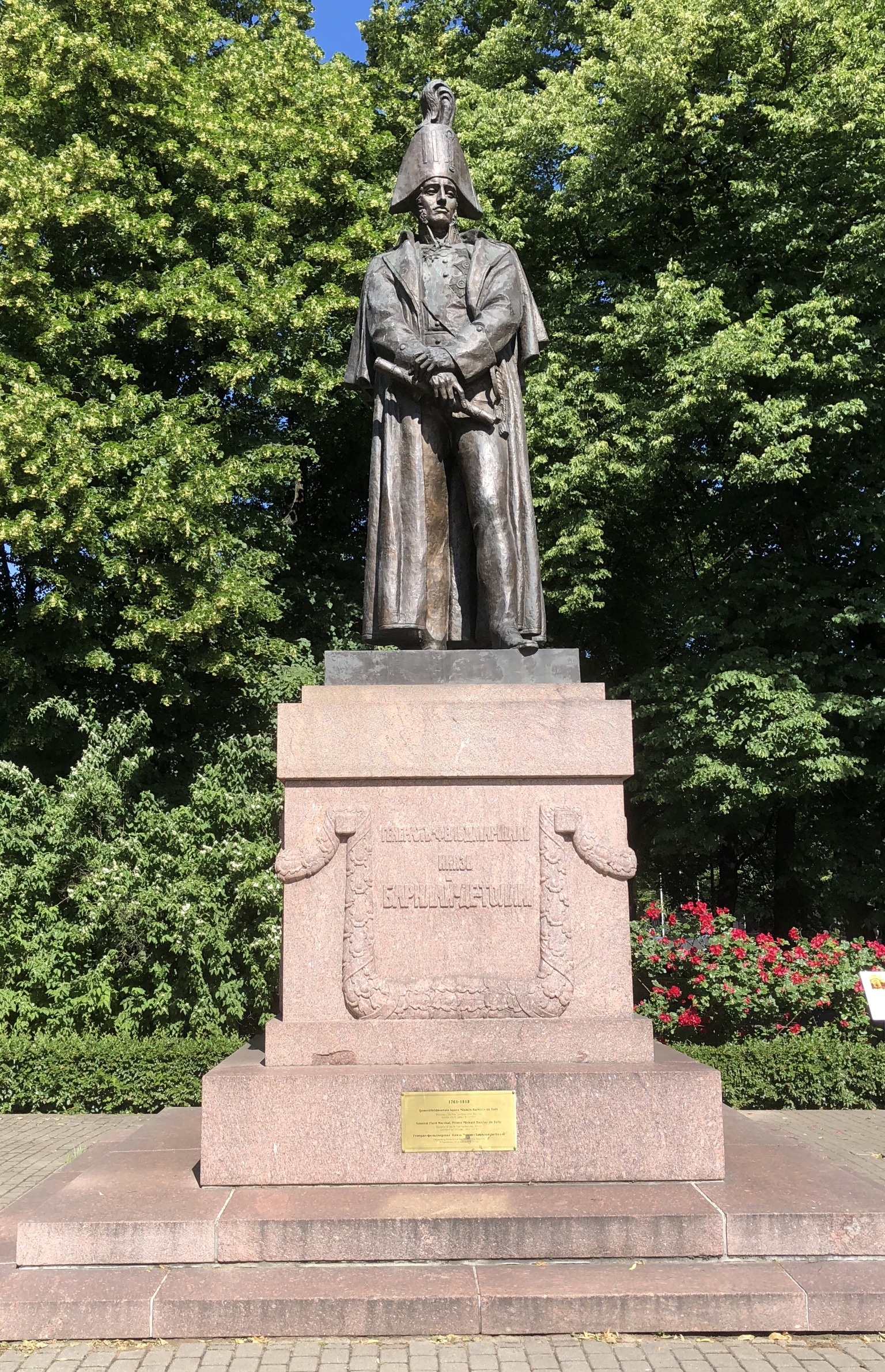
Barclay-de-Tolly-Denkmal

Das Barclay-de-Tolly-Denkmal war ein Denkmal für den Generalfeldmarschall Michael Andreas Barclay de Tolly in der lettischen Hauptstadt Riga.

## Lage
Das Denkmal befand sich bis zu seinem Abbau am 30. Oktober 2024 im östlichen Teil des Parks Esplanade nordöstlich der Rigaer Altstadt unweit der russisch-orthodoxen Geburtskathedrale.

## Gestaltung und Geschichte

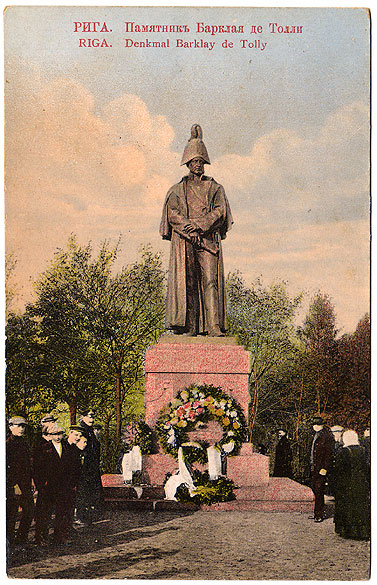
Denkmal vor der Entfernung

Die Planungen für das Denkmal begannen im Jahr 1911 in Vorbereitung des 100. Jahrestags des Russlandfeldzuges Napoleons im Jahr 1812, der im Russischen als Vaterländischer Krieg bezeichnet wird. Barclay de Tolly hatte in diesem Krieg auf russischer Seite entscheidende Beiträge geleistet. Eine Baukommission wurde gegründet, Spendengelder gesammelt und ein Gestaltungswettbewerb durchgeführt. Das Denkmal sollte bei einer Gesamthöhe von bis zu acht Metern aus einem Bronzestandbild auf einem Sockel aus Granit bestehen. Unter 44 Entwürfen gewann ein Entwurf des deutschen Bildhauers Wilhelm Wandschneider, der mit weiteren Entwürfen auch den zweiten und dritten Preis erhielt.
Es entstand eine 4,77 Meter große, zwei Tonnen schwere, Barclay de Tolly darstellende Skulptur auf einem Sockel aus finnischem Granit. Die Einweihung des Denkmals fand am 13. Oktober 1913 statt.
Auf dem Sockel befindet sich auf Russisch der Name Barclay de Tollys:
Генералфельдмаршал
князь
Барклай-де-Толли
(deutsch: Generalfeldmarschall Fürst Barclay de Tolly)
Bereits im Jahr 1915 wurde das Denkmal jedoch wieder vom Sockel entfernt. Angesichts der im Ersten Weltkrieg auf Riga vorrückenden deutschen Truppen wurde es evakuiert. Bei einem Transport per Schiff ging es mit dem Schiff bei einem Angriff unter. Es befand sich an Bord des britischen Dampfers Serbino, der am 16. August 1915 auf dem Weg von Riga nach Sankt Petersburg vom deutschen U-Boot U 9 durch Torpedobeschuss nahe der Insel Worms versenkt wurde.
Erhalten blieb ein ca. 70 cm großes Modell. Nach diesem Modell wurde im Jahr 2002 von den Bildhauern Alexei Murzin und Iwan Korneew eine Kopie des Denkmals angefertigt und auf dem erhalten gebliebenen Sockel aufgestellt. Die Neueinweihung fand am 1. Juli 2002 statt.
Im unteren Teil des Sockels befindet sich ein Messingschild mit kurzen Angaben zu Barclay de Tolly in lettischer, englischer und russischer Sprache.
Am 30. Oktober 2024 wurde gemäß der Entscheidung des Rigaer Stadtrats vom 16. Oktober 2024 nach heftiger Debatte die Bronzefigur, die der Stadt vom Geschäftsmann Evgeny Gomberg geschenkt worden war, von der Esplanade entfernt und auch der historische Sockel abgebaut.